# Lonchura kelaarti
Lonchura kelaarti là một loài chim trong họ Estrildidae.